# Le Guide du Dahomey
Le Guide du Dahomey était un journal éphémère, mais influent au Dahomey (Bénin).

## Genèse
Créé en 1920 à Cotonou, le journal a été publié chaque semaine entre 1920 et 1922. Sous la direction de Dorothée Lima et Jean Adjovi, 88 numéros ont vu le jour.
Son ton critique et sa production régulière ont ouvert la voie à l'expansion des médias dahoméens à partir des années 1920,,.